# نادي أورغريته
نادي أورغريته الرياضي (بالإنجليزية: Örgryte Idrottsällskap)‏ هو نادي كرة قدم سويدي يلعب في دوري السوبر. تم تأسيس النادي في سنة 1887.